# کرت نیدرمایر
کرت نیدرمایر (انگلیسی: Kurt Niedermayer؛ زادهٔ ۲۵ نوامبر ۱۹۵۵) بازیکن فوتبال اهل آلمان است.
از باشگاه‌هایی که در آن بازی کرده‌است می‌توان به باشگاه فوتبال بایرن مونیخ، باشگاه فوتبال اشتوتگارت، و باشگاه فوتبال کارلسروهه اشاره کرد.
وی همچنین در تیم‌های ملی فوتبال جوانان آلمان، Germany national football B team، و آلمان بازی کرده‌است.